# Хасебраук, Анн
Анн Хасебраук (нидерл. Ann Haesebrouck; род. 18 октября 1963, Брюгге) — бельгийская гребчиха, выступавшая за сборную Бельгии по академической гребле в 1980-х и 1990-х годах. Бронзовая призёрка летних Олимпийских игр в Лос-Анджелесе, победительница и призёрка многих регат национального значения. 

## Биография
Анн Хасебраук родилась 18 октября 1963 года в городе Брюгге, Бельгия. Занималась академической греблей в клубах Брюгге и Брюсселя.
Дебютировала в гребле на взрослом международном уровне в сезоне 1983 года, когда вошла в основной состав бельгийской национальной сборной и выступила на чемпионате мира в Дуйсбурге — в зачёте женских парных одиночек сумела квалифицироваться лишь в утешительный финал B и расположилась в итоговом протоколе соревнований на восьмой строке.
Благодаря череде удачных выступлений удостоилась права защищать честь страны на летних Олимпийских играх 1984 года в Лос-Анджелесе — на сей раз в одиночках пришла к финишу третьей позади румынки Валерии Рэчилэ и американки Шарлотты Джир — тем самым завоевала бронзовую олимпийскую медаль.
После лос-анджелесской Олимпиады Хасебраук осталась в составе гребной команды Бельгии и продолжила принимать участие в крупнейших международных регатах. Так, в 1986 году она побывала на мировом первенстве в Ноттингеме, где заняла в одиночках шестое место.
В 1987 году на чемпионате мира в Копенгагене стала седьмой в парных двойках.
Находясь в числе лидеров бельгийской национальной сборной, благополучно прошла отбор на Олимпийские игры 1988 года в Сеуле — на сей раз стартовала в зачёте парных четвёрок, показав в решающем заезде шестой результат.
В 1992 году отправилась представлять страну на Олимпийских играх в Барселоне — здесь была девятой в парных двойках.